# Ricardo Salampessy
Ricardo Salampessy (Ambon, 18 febbraio 1984) è un allenatore di calcio ed ex calciatore indonesiano, di ruolo difensore, allenatore del Persipura.

## Caratteristiche tecniche
Difensore centrale, poteva essere schierato anche come terzino destro.

## Carriera

### Club
Comincia a giocare al Persiwa Wamena. Nel 2006 viene acquistato dal Persipura. Nel 2014 passa al Persebaya Surabaya. Nel 2015 torna al Persipura. Nel febbraio 2016 viene ceduto al Pusamania Borneo. Nel marzo 2016 torna al Persipura.

### Nazionale
Ha debuttato in Nazionale il 23 agosto 2006, nell'amichevole Malesia-Indonesia (1-1). Ha messo a segno la sua prima rete con la maglia della Nazionale il 14 luglio 2014, nell'amichevole Qatar-Indonesia (2-2), in cui ha siglato la rete del momentaneo 0-1. Ha partecipato, con la Nazionale, alla Coppa d'Asia 2007. Ha collezionato in totale, con la maglia della Nazionale, 25 presenze e una rete.